# Cristián Suárez
Cristián Fernando Suárez Figueroa (San Felipe, 6 de fevereiro de 1987), mais conhecido como Cristián Suárez, é um futebolista chileno.

## Carreira
Suárez começou sua carreira futebolística nas divisões inferiores do Unión San Felipe. Sobressaiu-se em cada uma das categorias de base do clube de Aconcágua e teve notáveis atuações defensivas pelas seleções nacionais juvenis do Chile. Estreou em 2006 com a camisa do "Uni Uni". Foi destaque na classificação da Seleção  ao mundial do Canadá junto com outros nomes como Mauricio Isla, Arturo Vidal, Nicolás Medina, Alexis Sánchez, Mathías Vidangossy, Jaime Grondona, Cristopher Toselli e Gary Medel. No Campeonato Mundial  2007 ajudou seu país a obter uma inédita 3ª colocação. É considerado uma grande revelação do futebol chileno. Chegou, junto com o Timão, na final da Copa do Brasil de 2008 e ficou com o vice-campeonato. Ainda em 2008 foi contratado pelo Chacarita Juniors, tornando-se um dos jogadores com mais partidas jogadas com a camisa do Chacarita Juniors. Com essa mesma equipe conseguiu o acesso à Série A do futebol argentino para a temporada 2009-2010. No segundo semestre de 2009 retornou ao Chile, firmando contrato de um ano com o Club Deportivo O'Higgins da primeira divisão do Chile.

## Campanhas de destaque
Seleção do Chile
- Campeonato Mundial de Futebol Sub-20: 3º lugar - 2007

 Corinthians
- Copa do Brasil: 2º lugar - (2008)
- Campeonato Paulista: 5º lugar - 2008